# Vähä Vehkosalo
Vähä Vehkosalo är en ö i Finland. Den ligger i sjön Vehkajärvi och i kommunen Kangasala i den ekonomiska regionen Tammerfors och landskapet Birkaland, i den södra delen av landet, 150 km norr om huvudstaden Helsingfors. Öns area är 2,6 hektar och dess största längd är 330 meter i nord-sydlig riktning.